# Obaveštajno-bezbednosni sistem Ruske Federacije
Rusija je Savezna republika u kojoj zakonodavnu vlast vrši Federalna skupština koja se sastoji iz dva doma: Saveta Federacije i Državne Dume.
Sa raspadom bivšeg SSSR došlo je do značajnih promena državno-političkog uređenja i spoljnopolitičkog kursa. Od tada Rusija je značajno transformisala svoj celokupni sistem bezbednosti. Formirana su posebna tela za rad obaveštajno-bezbednosnog sistema i cela struktura ovih službi u Rusiji je značajno modifikovana. Danas, obaveštajno-bezbednosni sistem Rusije čine: koordinaciona tela, obaveštajno-bezbednosne ustanove, organizacione jedinice Ministarstva unutrašnjih poslova (MVD), jedinice Granične vojske, poreska policija (FSNP) i drugi.
Parlamentarni nadzor zakonitosti rada nad obaveštajno-bezbednosnim sistemom Ruske Federacije vrše Komitet za odbranu i bezbednost Državne Dume (Комитет по безопасности Государственной Думы) i Komitet Vrhovnog saveta Ruske federacije za odbranu i bezbednost. Komitet za odbranu i bezbednost Državne Dume Federalne skupštine vrši kontrolu nad operativnim delovanjem obaveštajnih i bezbednosnih službi Ruske federacije, a Komitet Vrhovnog saveta Ruske federacije za odbranu i bezbednost je nadležan za kvalitet zakonodavne sfere, razmatra predloge zakona o obaveštajnim i bezbednosnim službama. Pored ova dva komiteta, postoji još jedno telo Federalne skupštine koje vrši parlamentarni nadzor, a to je Komisija Vrhovnog saveta Ruske federacije za odbranu i bezbednost.

## Istorijat obaveštajnih službi i tajnih policija (1917-1991)
| Organizacija | Upravnik                        | Godine       |
| ------------ | ------------------------------- | ------------ |
| Čeka         | Feliks Edmundovič Džeržinski    | 1917–1922    |
| GPU          | Feliks Edmundovič Džeržinski    | 1922–1923    |
| OGPU         | Feliks Edmundovič Džeržinski    | 1923–1926    |
| OGPU         | Vjačelav Rudolfovič Menžinski   | 1926–1934    |
| NKVD         | Genrih Grigorijevič Jagoda      | 1934–1936    |
| NKVD         | Nikolaj Ivanovič Ježov          | 1936–1938    |
| NKVD         | Lavrentij Pavlovič Berija       | 1938–1941    |
| NKGB         | Vsevolod Nikolajevič Merkulov   | Feb–Jul 1941 |
| NKVD         | Lavrentij Pavlovič Berija       | 1941–1943    |
| NKGB         | Vsevolod Nikolajevič Merkulov   | 1943–1946    |
| MGB          | Viktor Semjonovič Abakumov      | 1946–1951    |
| MGB          | Semjon Denisovič Ignjatjev      | 1951–1953    |
| MGB          | Lavrentij Pavlovič Berija       | Mar–Jun 1953 |
| MGB          | Sergej Nikiforovič Kruglov      | 1953–1954    |
| KGB          | Ivan Aleksandrovič Serov        | 1954–1958    |
| KGB          | Aleksandar Nikolajevič Šelepin  | 1958–1961    |
| KGB          | Vladimir Jefimovič Semičastni   | 1961–1967    |
| KGB          | Jurij Vladimirovič Andropov     | 1967–1982    |
| KGB          | Vitali Vasiljevič Fedorčuk      | Maj–Dec 1982 |
| KGB          | Viktor Mihailovič Čebrikov      | 1982–1988    |
| KGB          | Vladimir Aleksandrovič Krjučkov | 1988–1991    |
| KGB          | Vadim Viktorovič Bakatin        | Avg–Nov 1991 |

Čeka je bila prva sovjetska tajna policija na čije čelo dolazi Feliks Džeržinski 5.12.1917. godine. Zvanični naziv Čeke je bio „Sveruski vanredni komitet za borbu protiv kontra-revolucije i sabotaže”. Do 1921. godine ogranci Čeke se pojavljuju svuda u Sovjetskom Savezu, a ljudstvo zaposleno u Čeki broji najmanje 200.000 ljudi čije su delatnosti bile upravljanje Gulazima, tajna zatvaranja političkih protivnika, torture i egzekucije po naređenju,kao i ugušenje pobuna radnika i seljaka. Šestog Februara 1922. godine Čeka biva transformisana u Državno političku upravu (GPU), koja je bila deo NKVD-a, a Feliks Džeržinski ostaje na poziciji šefa službe. Zvanične dužnosti GPU, vezane za unutrašnje poslove su ostale suzbijanje kontra-revolucionarnih aktivnosti, međutim, GPU je imao mnogo više ograničenja u odnosu na bivšu Čeku, na primer: službenicima GPU nije bilo dozvoljeno da ubiju osumnjičene kontra-revolucionare, umesto toga, osumnjičenom se sudilo u normalnim uslovima, pre izricanja kazne. Kada je u pitanju delatnost vezana za spoljne poslove, GPU je bio zadužen za prekomorske obaveštajne aktivnosti, uključujući špijunažu i likvidaciju narodnih neprijatelja.
GPU izlazi iz sastava NKVD-a i postaje Združena državno politička uprava (OGPU) koja se stavlja pod direktnu kontrolu Saveta narodnih komesara (Sovnarkom) 15.11.1923. godine, a na njenom čelu i dalje ostaje F.Džeržinski. OGPU je prevashodno formirana zbog izmenjene geopolitičke dinamike u regionu, odnosno formiranja SSSR-a. Formiranjem te kolosalne tvorevine, bila je potrebna efektivna i efikasna služba koja će se baviti državnom bezbednošću, a za tu delatnost je upravo izabrana novoformirana tajna policija OGPU, koja se po principima rada nije previše razlikovala od bivšeg GPU. Moć OGPU je ipak značajno porasla kada je 1926. godine zvanično formirana sekcija za anti-državni terorizam, iako su se u posebnim slučajevima službenici već obračunavali sa navodnim terorizmom, bez pozivanja svedoka. Vremenom, moć OGPU je rasla, i na kraju dostigla čak i veći nivo nego što je Čeka imala. Vjačeslav Menžinski dolazi na čelo OGPU 30.7.1926. godine i ostaje na toj poziciji do 10.5.1934. Već mesec dana kasnije, NKVD Ruske SFSR prestaje da postoji, sa prestankom postojanja i same SFSR, NKVD prelazi na viši nivo, odnosno sada svoje delatnosti vrši na teritoriji kompletnog Sovjetskog Saveza. OGPU te godine menja naziv u Glavna uprava državne bezbednosti (GUGB) i ponovo ulazi u sastav NKVD-a. GUGB preuzima funkciju sovjetske obaveštajne službe i tajne policije, i svoje delatnosti vrši u periodu od 1934.-1941. godine, kada se na kratko izdvaja iz NKVD-a i formira NKGB, na svega nekoliko meseci.
U aprilu 1943. godine GUGB se definitivno izdvaja iz NKVD-a i postaje zasebna služba pod nazivom Narodni komesarijat državne bezbednosti (NKGB). NKVD i NKGB svoje delatnosti obavljaju zajedno u periodu Drugog svetskog rata i obe službe bivaju rasformirane 1946. godine. 18. marta 1946. godine, svi narodni komesarijati bivaju preimenovani u ministarstva, na taj način nastaje Ministarstvo državne bezbednosti (MGB) koje zapravo nije bilo ministarstvo u klasičnom smislu te reči, već se po svojim delatnostima kotirala kao obaveštajna služba. MGB je nasledio bivši NKVD, pa se delovanje nije ograničavalo samo na obaveštajnu i kontra-obaveštajnu delatnost, već su imali za zadatak i da sprovode politiku nadgledanja i praćenja radi kontrolisanja i sprečavanja nelojalnosti. Takođe je korišćena nakon Drugog svetskog rata da stavi Istočni blok pod sovjetsku kontrolu i uspostavi rigidnu kontrolu satelitskih država u Istočnoj Evropi, kao i da suzbije i uništi svaki oblik anti-komunističkog, anti-sovjetskog ili nezavisnog pokreta. MGB svoje delatnosti vrši u periodu od 1946-1954 godine, kada njegovo mesto popunjava  KGB koji postoji do 1991. godine kada se generalu Vadimu Bakatinu naređuje da rasformira KGB. Danas u Rusiji, delatnosti bivšeg KGB-a vrše:
- Federalna služba bezbednosti (FSB)
- Spoljna obaveštajna služba (SVR)
- Glavna obaveštajna uprava/Vojna obaveštajna služba (GRU)

## Federalna služba bezbednosti
Federalna služba bezbednosti ili FSB (Федеральная служба безопасности Российской Федерации (ФСБ РФ)) je glavna obaveštajna služba Rusije i naslednica nekadašnjeg Komiteta državne bezbednosti koja je formirana 12.4.1995. godine kao služba kojoj su glavni zadaci kontraobaveštajstvo, unutrašnja bezbednost kao i granična bezbednost, sprečavanje terorizma, špijunaža, kao i istraživanje najtežih oblika kriminala.

### Stvaranje
Godine 1995. Federalna kontraobaveštajna služba (FSK) (Федера́льная Слу́жба Контрразве́дки (ФСК)) biva preimenovana u Federalnu službu bezbednosti (FSB) 12.3.1995. federalnim zakonom „O organima Federalne službe bezbednosti u Ruskoj Federaciji” (Об органах федеральной службы безопасности в Российской Федерации) koji je Boris Jeljcin potpisao istog datuma. Dodatnom dopunom ovog zakona u vidu dekreta polje delovanja FSB-a je precizirano, uz davanja prava na kriptografski rad, i određena su ovlašćenja direktora službe. Broj zamenika direktora je porastao na 8: 2 glavna zamenika, 5 zamenika odgovornih za odseke i direktorate i 1 zamenik direktora koji vodi direktorat Moskve i Moskovske oblasti. Jeljcin je na mesto novog direktora FSB stavio general-pukovnika Mihaila Ivanoviča Barsukova, a 1998. godine na tu poziciju dolazi Vladimir Putin, dugogodišnji veteran KGB-a koji će kasnije naslediti Jeljcinovu poziciju na mestu predsednika Rusije. Vrlo rado je prihvatio tu poziciju, a kada je došao na istu, počeo je temeljnu reorganizaciju službe, što je uključilo i otpuštanje velikog broja vrhunskih agenata FSB-a. 1999. godine Putin na poziciju direktora FSB-a postavlja Nikolaja Patruševa.

### Uloga FSB u Drugom čečenskom ratu
Nakon glavne propale glavne vojne ofanzive u Drugom čečenskom ratu, čečenski separatisti su promenili taktiku i prešli na gerilski način ratovanja, u međuvremenu komanda nad federalnim snagama bezbednosti dodeljena je FSB-u u januaru 2001 godine. Dok su se snage bezbednosti suočavale sa problemom tehničkog i taktičkog praćenja gerilskih aktivnosti, FSB je imao problem nedostatka obaveštajaca koji se manifestovao u tome da nije bilo mogućnosti da se uspostavi stabilna kontaktna mreža obaveštajaca. U jesen 2002, separatisti su pokrenuli ogromnu terorističku kampanju targetirajući ruske civile koja je uključila i napad u teatru Dubrovka. Nemogućnost federalnih snaga da se suprotstave pretnjama čečenskih separatista i uspešno izvrše kontra-terorističke akcije dovela je do odluke Vlade da se odgovornost "održanja reda" u Čečeniji prebaci na MVD u julu 2003.

### Struktura
U svom sastavu Federalna služba bezbednosti sadrži službe, odseke, uprave i druge jedinice koje svojim radom realizuju predviđene delatnosti FSB-a, takođe, inkorporirane su i jedinice koje vrše upravljačke funkcije u drugim telima bezbednosnog sistema. Kada su u pitanju teritorijalni organi bezbednosti, uprave FSB-a su podeljene po federalnim okruzima u sastavu Ruske Federacije. Kako je Rusija obuhvata 85 federativnih subjekata, sa različitim nivoima autonomije, podeljenih u 8 federalnih okruga tako FSB ima 8 uprava, dakle u svakom federalnom okrugu po jednu. Sve uprave vrše iste delatnosti, ali obuhvataju različite teritorije u kojima vrše svoje delatnosti, samim tim, i veličina uprave se razlikuje u odnosu na veličinu, stepen autonomije teritorije i slično. Namenske uprave FSB-a takođe postoje i u oružanim snagama RF, kao i drugih vojnih formacija i one su sastav njihovih upravnih tela. U pograničnim jedinicama, FSB takođe ima svoje uprave koje se zajedno sa tim jedinicama staraju o bezbednosti granica Ruske Federacije.
Pored ovih uprava, Federalna služba bezbednosti ima posebno specijalizovane jedinice:
- Avijacione jedinice
- Naučno-istraživačke jedinice
- Vojno-medicinske jedinice
- Jedinice specijalne namene
- Obrazovne institucije (kao centre za obuku svojih jedinica)[10]

### Direktori
20. juna 1996. godine Boris Jeljcin smenio je direktora FSB-a Mihaila Barsukova i postavio na njegovo mesto Nikolaja Kovaljova koji biva na toj poziciji dve godine dok Putin nije preuzeo ulogu direktora FSB-a.
- Nikolaj Goluško, decembar 1993 – februar 1994
- Sergej Stepašin, februar 1994 – jun 1995
- Mihail Barsukov, jul 1995 – june 1996
- Nikolaj Kovaljov, jul 1996 – jul 1998
- Vladimir Putin, jul 1998 – avgust 1999
- Nikolaj Patrušev, avgust 1999 – 12. maj 2008
- Aleksandar Bortnikov, 12. maj 2008 –

### Uloga Federalne službe bezbednosti u obaveštajno-bezbednosnom sistemu Ruske Federacije
Među brojnim delatnostima FSB-a, šest delatnosti se mogu izdovojiti kao najupečatljivije, a to su:
- kontrašpijunaža
- kontra-terorizam
- strano obaveštajstvo
- ciljano ubijanje
- zaštita granica
- kontrola izvoza

#### Kontrašpijunaža
U toku 2011 godine FSB je prijavio da je zatorio 199 stranih špijuna, od kojih je 41 profesionalni špijun, a ostalih 158 su agenti upošljeni od strane stranih obaveštajnih agencija Taj broj je porastao u odnosu na ranije godine: 2006 godine FSB je navodno uhvatio 27 stranih obaveštajaca i 89 stranih špijuna. 2011 godine ovaj broj bio je sličan kao ono što je objavljeno 1995-1996 godine, kada je oko 400 stranih obaveštajaca bilo otkriveno u toku dvogodišnjeg perioda. U jednom visokoprofilnom slučaju strane špijunaže, FSB je izjavio u februaru 2012 da je jedan od inženjera koji radi u Kosmodromu Pleseck, glavnom ruskom centru za vojno raketno istraživanje, osuđen na 13 godina zatvor zbog veleizdaje. Sud je presudio da je inženjer prodao informacije o testiranju novih ruskih strateških raketnih sistema američkoj CIA. Takođe, u nizu godina od osnivanja FSB-a, mnogi drugi naučnici i novinari koji su otkrivali u javnost nepravilnosti i štetu koja se proizvodi pri testiranju novih tehnologija, uhapšeni su i osuđivani za izdaju države.

#### Kontra-terorizam
2011 godine, FSB je prevenirao 94 "zloćina terorističke prirode", uključujući i osam terorističkih napada, takođe, jedan od tih preveniranih napada bio je i planirani bombaški napad u Moskvi za doček Nove godine. Međutim, služba nije uspela isto i sa teroristima koji su izvršili Napada na aerodromu Domodedovo. Tokom godina, FSB je uspešno izvršio atentate na sve predsednike separatističke Čečenske republike Ičkerije uključujući i Džohara Dudajeva, Zelimkana Jandarbijeva, Aslana Mashadova, Abdul-Halima Sadulajeva. Neposredno pre svoje smrti, Sadulajev je tvrdio da je ruska vlast na prevaru ubila Mashadova, pozvavši ga na pregovore pod garancijom maksimalne bezbednosti. Tokom Talačke krize u moskovskom teatru i Talačke krize u Beslanu, svi separatisti su likvidirani od strane FSB-ovih specnaz jedinica. Samo jedan, Nur-Paši Kulajev je uspeo da preživi, međutim kasnije je osuđen. Prijavljeno je da je preko 100 terorističkih vođa likvidirano u 119 operacija izvršenih na severnom Kavkazu u toku 2006. godine. 28. jula 2006 FSB je predao listu od 17 terorističkih organizacija prepoznatih od strane Vrhovnog suda Ruske Federacije Ruskoj gazeti koja ju je objavila istog dana. Lista je i pre tog bila dostupna, ali samo na pojedinačni zahtev.

#### Strano obaveštjstvo
Prema nekim nezvaničnim izvorima, od 1999 godine, FSB se bavio i prikupljanjem obaveštajnih podataka u državama ZND, pošto je SVR-u to zabranjeno zbog međudržavnih ugovora. Takve aktivnosti su u skladu sa Članom 8. Federalnog zakona o FSB-u.

#### Ciljano ubijanje
U leto 2006. godine, FSB je zvanično dozvoljeno izvršenje ciljanih ubistava osumnjičenih terorista ukoliko ta direktiva dođe od predsednika.

#### Zaštita granica
Federalna služba granične kontrole bila je deo FSB-a od 2003. godine. Rusija ima 61000 kilometara vodenih i kopnenih granica od čega je 7500 kilometara sa Kazahstanom i 4000 sa Kinom. Jedan kilometar zaštite granica, košta oko milion rubalja godišnje.

#### Kontrola izvoza
FSB je aktivno uključen u razvoju ruske kontrolne strategije izvoza i ocenjuje nacrte međunarodnih ugovora vezanih za transfer tehnologije dualnog korišćenja. Primarna uloga FSB je ipak u sferi neprolifercije i ona se sastoji u sakupljanju informacija u cilju sprečavanja ilegalnog transorta nuklearne tehnologije i materijala.

## Spoljna obaveštajna služba - SVR
Spoljna obaveštajna služba ili SVR (Служба внашней разведки (СВР)) je sastavni deo bezbednosnih snaga Ruske Federacije i osmišljena je da zaštiti bezbednost pojedinca, društva ili države od spoljnih pretnji. Ova služba predstavlja i procenjivačko-političku snagu, jer paralelno sa spoljnoekonomskih i ministrima spoljnih poslova da je doprinos u kreiranju spoljne politike sopstvene države. Osnovana je Ukazom 1991. godine, kao naslednica Prve glavne uprave KGB. Sedište službe se nalazi u Jasenovu, Moskva. SVR je centralna obaveštajna služba Ruske Federacije, a u njenoj je nadležnosti prikupljanje obaveštajnih informacija o postojećim i mogućim nosiocima ugrožavanja bezbednosti po RF. Zakonsku regulativu delovanja Spoljne obaveštajne službe čine Ustav Ruske Federacije, Zakon o Spoljnoj obaveštajnoj službi, federalni i drugi zakoni kojima se reguliše rad federalnih organa.

### Ciljevi i zadaci
Prilikom obavljana poslova i u realizaciji svojih zadataka, služba se mora pridržavati određenih principa kao što su: primena odgovarajućih sredstava i metoda; rad pod kontrolom predsednika Ruske Federacije i Federalne skupštine; uvažavanje prava i sloboda čoveka i građanina; poštovanje zakonitosti u radu i delovanje na osnovu odgovarajućih ovlašćenja utvrđenih za federalne organe izvršne vlasti.
Kao glavni zadaci SVR izdvajaju se izviđačke aktivnosti, koje imaju za cilj da obezbede predsedniku Ruske Federacije, Federalnoj Skupštini i Vladi obaveštajne informacije koje su im neophodne kako bi doneli odluke u političkom, ekonomskom, vojno-strateškom, naučnom, tehničkom, kao i na životnom polju. Takođe, obezbeđuju uslov za uspešno sprovođenje bezbednosne politike Ruske Federacije i pomažu ekonomskom razvoju, naučnom i tehničkom napretku zemlje i vojno-tehničkoj sigurnosti zemlje.
Da bi se ovi ciljevi postigli, SVR izdaje više ovlašćenja službi za spoljnu obaveštajnu službu. Konkretno, uspostavlja se na poverljivoj osnovi odnosa saradnje sa licima koja su dobrovoljno dala saglasnost na to, kao i primenu mera za anonimnost lica. 
U procesu izviđanja, SVR koristi otvorene i zatvorene metode i sredstva koja ne smeju štetiti život i zdravlje ljudi, kao i štetiti životnoj sredini. Postupak korišćenja zatvorenih metoda i sredstava određuje se saveznim zakonima i regulatornim pravnim aktima stranih obaveštajnih službi Ruske Federacije. Generalno rukovodstvo stranih obaveštajnih tela Rusije, uključujući i SVR, vrši predsednik Ruske Federacije. Obaveštajne informacije se dostavljaju Predsedniku Ruske Federacije, komorama Savezne skupštine, Vladi Ruske Federacije i saveznim izvršnim i pravosudnim organima koje odredi predsednik, preduzeća, ustanove i organizacije. 
Rukovodioci SVR RF imaju ličnu odgovornost prema predsedniku Ruske Federacije za pouzdanost, objektivnost obaveštajnih informacija i pravovremenost njegovog pružanja.

#### Direktori
Direktor SVR član je Nacionalnog komiteta za borbu protiv terorizma, dekretom predsednika Rusije "O merama za borbu protiv terorizma" od 15. februara 2006. godine, i u sastavu i predsedništvu Međuresorne komisije za borbu protiv ekstremizma, dekretom predsednika Rusije "O međuresornoj komisiji za borbu protiv ekstremizma u Ruskoj Federaciji" od 29. jula 2011. godine. 
Direktor SVR učestvuje na sastancima šefova bezbednosnih i obaveštajnih službi zemalja članica ZND o obaveštajnim službama.
Boris Jeljcin, tadašnji predsednik Rusije je 26. decembra 1991. imenovao direktora novoformiranog SVR-a, gospodina Jevgenija Primakova, koji je predvodio organizaciju šest godina i napravio SVR kao jednu od najuspešnijih obaveštajnih službi u svetu. 
U savremenoj ruskoj istoriji, SVR RF vodili su:
| Direktor           | Period                                 | Predsednik       |
| ------------------ | -------------------------------------- | ---------------- |
| Jevgenij Primakov  | 26. decembar 1991. – 9. januar 1996.   | Boris Jeljcin    |
| Vačeslav Trubnikov | 10. januar 1996. – 20. maj 2000.       | Boris Jeljcin    |
| Vačeslav Trubnikov | 10. januar 1996. – 20. maj 2000.       | Vladimir Putin   |
| Sergej Lebedev     | 20. maj 2000. – 6. oktobar 2007.       |                  |
| Mihail Fradkov     | 6. oktobar 2007. – 22. septembar 2016. |                  |
| Mihail Fradkov     | 6. oktobar 2007. – 22. septembar 2016. | Dmitrij Medvedev |
| Mihail Fradkov     | 6. oktobar 2007. – 22. septembar 2016. | Vladimir Putin   |
| Sergej Narškin     | 22. septembar 2016.                    |                  |

Narškin Sergej Jevgenjevič (Нарышкин Сергей Евгеньевич), rođen 27. oktobra 1954. godine u Leningradu. Od maja 2008. godine je bio šef administracije predsednika RF, a od 21. decembra 2011. godine je predsednik Državne dume Federalne Skupštine RF, da bi 22. septembra 2016. godine bio imenovan na mesto direktora SVR od strane predsednika RF. Predsednik je Ruskog istorijskog društva i Upravnog odbora neprofitne organizacije Fond za savremenu istoriju.

#### Sastanak
Polazna tačka za sastanak šefova službi bezbednosti i obaveštajnih službi zemalja članica Zajednice nezavisnih država (ZND) o obaveštajnoj službi je decembar 2000. godine. Nakon toga je na moskovskom sastanku šefova specijalnih službi zemalja Komonvelta, potpisan "Sporazum o principima i glavnim pravcima saradnje između obaveštajnih službi država članica ZND-a u oblasti obaveštajnih službi" (obnovljen je sporazum iz Alma-Ate), čiji su učesnici bili službe svih zemalja ZND-a izuzev Turkmenistana, i usvojen je "Pravilnik o sastanku šefova službi bezbednosti i obaveštajnih službi zemalja članica ZND o obaveštajnim pitanjima".
U skladu sa Pravilnikom, sastanak je stalno savetodavno telo. Učesnici sastanka su šefovi službi bezbednosti i obaveštajnih službi koji su zaključili Sporazum. Osnovni oblik rada su sastanci svojih učesnika, koji se svake godine održavaju na teritoriji država učesnica sastanka, na kojima se diskutuje o aktuelnim pitanjima multilateralne saradnje, pripremaju se preporuke za primenu odredbi Sporazuma. Rezultati rasprave o pitanjima koja se nalaze na dnevnom redu su preporuke. Usvojene odluke omogućile su korištenje principa multilateralnog partnerstva, koji je najviše u potpunosti zadovoljio interese razvoja pozitivnih integracionih trendova Komonvelta. Godišnji sastanci omogućavaju procenu nastale međunarodne situacije, pitanja regionalne sigurnosti, identifikovanje pretnji koje utiču na Komonvelt i svaku zemlju učesnicu, rasprava o aktuelnim pitanjima koja zahtevaju bolju koordinaciju akcija, zatim razvijanje iskustva saradnje suverenih obaveštajnih agencija, dokaze o uzajamno korisnom partnerstvu, sprovođenje konstruktivne razmene mišljenja o načinima za dalje unapređenje mehanizama i organizacionih oblika interakcije. Učesnici sastanka smatraju svojim učesnicima kao pogodnu platformu za izražavanje položaja svojih odeljenja o pitanjima koja su na dnevnom redu, ali i za razgovore sa vlastitim inicijativama i konkretnim predlozima. U izjavama (memorandumima) usvojenim na kraju sastanaka formulisani su pristupi koje je Sastanak razradio za razmatrane probleme, formulisani su oblici i metode njihovog rešavanja na osnovu daljeg produbljivanja interakcije partnerskih servisa. Održani sastanci bili su uvek u oblasti vizije najvišeg rukovodstva zemalja učesnica. Postojala je praksa prema šefovima delegacija od strane predsednika države u kojoj se održava sastanak. Predstavnici političkog rukovodstva i struktura vlasti partije domaćina učestvuju u radu foruma. Šefovi država prijavljuju se o ishodu sastanaka,
odlukama i postignutim sporazumima. Bilateralni i multilateralni kontakti šefova posebnih službi provedenih u okviru sastanka su produktivni i bogati. Dozvoljavaju razmenu mišljenja o širokom spektru pitanja, raspravlja se o "akutnim" i "osetljivim" pitanjima, pružamo partnerima relevantne informacije o određenim temama od interesa za njih i slažemo se o zajedničkim aktivnostima u različitim oblastima operativnih aktivnosti. Bilateralni sastanci su takođe korisni sa stanovišta uspostavljanja ličnih kontakata sa novim imenovanim šefovima partnerskih specijalnih službi, utvrđivanjem njihovih stavova o širokom spektru operativnih, političkih i organizacionih pitanja. U saradnji sa radom drugih foruma na liniji Saveta bezbednosti, kontraobaveštajne službe i drugih posebnih agencija i odbrambenih odeljenja, rad sastanka omogućava stvaranje integralne slike u višestrukom procesu osiguranja bezbednosti Zajednice nezavisnih država (ZND).
Danas možemo reći da je na platformi Konferencije u potpunosti u skladu sa osnovnim principima ZND - jednakost, nezavisnost i maksimalno razmatranje interesa svakog učesnika, čime se formira pouzdan mehanizam za uzajamno korisnu saradnju, koji će postati važan deo međudržavnih odnosa.
U teškom periodu značajnih promena u spoljnoj politici i svetskoj ekonomiji, globalizaciji izazova i pretnji obaveštajnim službama, zadatak je poboljšati kvalitet i delotvornost rada u svim glavnim područjima njihovih aktivnosti.

### Struktura i upravljanje
U skladu sa Zakonom o spoljnoj obaveštajnosti, usvojenim u decembru 1995. godine, izgrađena je današnja organizaciona struktura ruskog SVR-a. To uključuje: operativne, analitičke i funkcionalne jedinice (upravljanje, usluge, nezavisna odeljenja). Na čelu službe se nalazi direktor, kojeg imenuje predsednik RF. Rukovodeći i upravni organi smešteni su u Moskvi, dok su izvršni organi u inostranstvu i na teritoriji RF. Njihova uloga je u izvršavanju namenskih zadataka primenom svih opštepoznatih obaveštajno-operativnih metoda i sredstava rada.
SVR se sastoji od više organizacionih jedinica, među kojima su:
- Politička obaveštajna služba je nadležna da otkriva planove, namere država, međunarodnih organizacija, političkih partija i grupa čija je delatnost usmerena, ili može biti usmerena protiv interesa RF, zatim da analizira međunarodne, regionalne i lokalne političke i vojno-strategijske probleme u sferi spoljne politike RF. Suština rada ove službe jeste stvaranje pogodnih uslova za uspešno funkcionisanje države, odnosno obezbeđenje njene političke nezavisnosti.
- Ekonomska obaveštajna služba kao svoj osnovni zadatak ima razvoj ekonomske politike RF, koji realizuje prikupljanjem obaveštajnih podataka o globalnoj, regionalnoj, lokalnoj i granskoj ekonomskoj sferi, korišćenjem uglavnom ljudskih izvora. Suštinu rada ove službe jeste prepoznavanje mogućih povoljnih i nepovoljnih okolnosti u svetu za rusku privredu, kao i prepoznavanje ekonomskih kretanja u svetu.
- Naučno-tehnička obaveštajna služba ima ulogu u naučno-tehničkom razvoju zemlje, pribavljanjem naučno-tehničkih informacija ne samo na teoretskom nivou, već i na materijalnom (pribavljanjem uzoraka, instrumenata i slično). Ova služba realizuje zadatke radi ostvarenja dva cilja, a to su jačanje sopstvene borbene sposobnosti i razvoj privrede zemlje.
- Spoljna kontraobaveštajna služba ima zadatak da priprema pripadnika infiltracije obaveštajnih i bezbednosnih službi drugih država i suprotstavljanje nosiocima terorizma i organizovanog kriminala koji su usmereni protiv nacionalne bezbednosti RF.
- Analitičko-informativna služba kao svoj osnovni zadatak ima izradu resorskih završnih obaveštajnih dokumenata koja SVR koristi za unapređenje sopstvenog obaveštajnog-operativnog angažovanja u inostranstvu.
- Služba za specijalne operacije
- Tehnička služba
- Kadrovska služba
- Finansijska služba
- Spoljno obaveštajna akademija[28]

### Značajni ruski obaveštajni agenti[29]
- Aldrik Hazen Ames
- Harold Džejms Nikolson
- Erl Edvin Pits
- Džordž Trofimof
- Sergej Tretjakov
- Robert Filip Hansen
- Aleksander Potejev

## Glavna obaveštajna uprava/Vojna obaveštajna služba
Vojna obaveštajna služba ili Glavna obaveštajna služba (Гла́вное разве́дывательное управле́ние (ГРУ)) je obaveštajno-bezbednosna agencija koja deluje u okviru Generalštaba Oružanih snaga Ruske Federacije. Od 2010. godine ona nosi naziv Glavni direktorat Generalštaba ruskih obaveštajnih snaga, ali u govoru se često koristi samo skraćenica GRU. Suština njenog rada je obezbeđivanje obaveštajnih podataka o vojnoj moći država koje ugrožavaju ili mogu ugroziti bezbednost Rusije. Zakonsku regulativu njenog rada čine Ustav Ruske Federacije, Zakon o spoljnim obaveštajnim aktivnostima i drugi zakonski akti koji se tiču odbrane i bezbednosti.

### Istorijat
Prvi prethodnik Glavne obaveštajne uprave u post-carskoj Rusiji kreiran je 21. oktobra 1918. pod pokroviteljstvom  Trockog, tada civilnog nadzornika Crvene armije. Prvobitno je poznata kao Direkcija za registraciju (Registrupravlenie, ili RU). Zadatak joj je bio da rukovodi svim vojno-obaveštajnim službama, prikuplja obaveštajne podatke od vojnog ili političkog značaja iz izvora izvan Sovjetskog Saveza.
GRU je bio poznat u sovjetskoj vladi zbog svoje žestoke nezavisnosti od rivalskih "internih obaveštajnih organizacija", kao što su NKVD i KGB. U vreme nastanka GRU-a, Lenjin je razbesneo Čeku (prethodnika KGB-a) poručujući joj da ne ometa rad GRU-a. Bez obzira na to Čika se infiltrirala u GRU 1919. godine. Ovo je postao osnov za žestok rivalitet između dve agencije, koje su se obe bavile špijunažom. Rivalstvo je bilo još intenzivnije od onog između FBI-a i CIA.
Tokom sovjetske ere nije se znalo za postojanje GRU. Dokumenti o njenom postojanju postali su dostupni na Zapadu tek krajem dvadesetih godina prošlog veka. Ova služba spominje se u memoarima iz 1931. Georgija Agabekova. Valter Krivitski, najviši rukovodilac obaveštajne službe Crvene armije koji je ikada dezertirao, detaljno je opisao GRU u svojoj autobiografiji iz 1939. („Bio sam Staljinov agent").
Postala je široko poznata u Rusiji i Zapadu tokom perestrojke. "Viktor Suvorov" (Vladimir Rezun), agent GRU koji je prešao u Veliku Britaniju 1978. godine, pisao je o svojim iskustvima u sovjetskim vojnim i obaveštajnim službama. Prema Suvorovu, čak ni generalni sekretar CPSU-a nije mogao ući u štab GRU-a bez bezbednosne provere.
GRU je i dalje veoma važan deo obaveštajnih službi Ruske Federacije, posebno zato što se nikada nije razdvojio kao KGB.

### Ciljevi i zadaci
Aktivnosti i zadaci ove službe se mogu svrstati u dve osnovne grupe: špijunski i protivteroristički. Prva grupa obuhvata prikupljanje podataka o vojnim, vojno-tehnološkim i tehničkim mogućnostima stranih država, kao i podatke o njihovim namerama prema Ruskoj Federaciji. Prikupljeni podaci se prezentuju Komandi oružanih snaga i služe za sprečavanje strategijskog vojnog iznenađenja po Federaciju. Ovaj zadatak se izvršava posredstvom agentura i obaveštajnih centara u inostranstvu a uključuje i elektronsko izviđanje sa zemlje, vodenih površina, iz vazdušnog i kosmičkog prostora. Protivteroristički zadatak Glavne obaveštajne uprave proističe iz politike odbrane od terorizma sadržane u Federalnom zakonu o borbi protiv terorizma. Po ovom zakonu u nadležnosti ove službe spadaju: sprečavanje letelica koje služe za izvršenje terorističkih akata, sprečavanje terorističkih akata u unutrašnjim vodama i u teritorijalnom  moru, uč"učestvovanje u sprovođenju protivterorističkih operacija i sprečavanje međunarodne terorističke delatnosti van granica matične države.

### Struktura
Šef ove službe je podređen samo načelniku Generalštaba i ministru odbrane i nema direktan kontakt sa političkim rukovodstvom države. Za razliku od direktora SVR-a koji se sastaje sa predsednikom svake nedelje, načelnik vojne obaveštajne službe nema "svoj sat" - striktno određeno vreme u redosledu dana za izveštaj predsedniku zemlje. Postojeći sistem "označavanja"  (primanja obaveštajnih informacija i analiza od strane visokog rukovodstva) sprečava političare da direktno pristupaju GRU-u.
Tokom istorije, struktura GRU pretrpela je nekoliko promena. Prema raspoloživim podacima u otvorenim izvorima, struktura Glavne obaveštajne uprave sastoji se od 13 glavnih odeljenja i 8 pomoćnih odeljenja i kancelarija:
- Prva uprava- za zemlje Evropske zajednice (bez Velike Britanije)
- Druga uprava - zemlje Severne i Južne Amerike, Velika Britanija, Australija  I Okeanija
- Treća uprava - azijske zemlje
- Četvrta uprava - Afrika
- Peta uprava – operativno-obaveštajni rad
- Šesta uprava – izviđačko-obaveštajni rad
- Sedma uprava - NATO
- Osma uprava – bezbednost unutrašnjih komunikacija
- Deveta uprava - upravljanje vojnim tehnologijama
- Deseta uprava - Menadžment vojne ekonomije
- Uprava za satelitsko prepoznavanje
- Uprava za kadrove
- Uprava za operativnu tehniku
- Uprava za administrativne poslove
- Uprava za međunarodnu saradnju
- Politička uprava
- Služba za informacije
- Odeljenje arhive

### Načelnici službe
Načelnik Vojne obaveštajne službe je vojni oficir i najviši rukovodilac obaveštajnih službi u Rusiji. On je glavni vojno-obaveštajni savetnik ruskog ministra odbrane i načelnika štaba, a takođe je odgovaran i predsedniku Rusije.
| # | Načelnik                             | Za period                   | Predsednik kom je odgovoran                   |
| - | ------------------------------------ | --------------------------- | --------------------------------------------- |
| 1 | Тимохин, Евгений Леонидович          | novembar 1991 - avgust 1992 | Boris Jeljcin                                 |
| 2 | Ладыгин, Фёдор Иванович              | avgust 1992 – maj 1997      | Boris Jeljcin                                 |
| 3 | Корабельников, Валентин Владимирович | maj 1997 – april 2009       | Boris Jeljcin Dmitrij Medvedev Vladimir Putin |
| 4 | Шляхтуров, Александр Васильевич      | april 2009 – decembar 2011  | Dmitrij Medvedev                              |
| 5 | Сергун, Игорь Дмитриевич             | decembar 2011 – januar 2016 | Dmitrij Medvedev Vladimir Putin               |
| - | Upražnjena pozicija                  | januar 3 – februar 1, 2016  | Vladimir Putin                                |
| 6 | Igor Korobov                         | od 2. februara 2016.        | Vladimir Putin                                |

## Napomene
1. ↑  Fraze narodni neprijatelj, antinarodni element i sl. korišćene su prevashodno u komunističkim/socijalističkim državama kao opravdanje za samovoljno naređivanje likvidacije političkih neistomišljenika.